# Jan Bartram
Jan Lewis Bartram (6 marzo 1962) è un ex calciatore danese, di ruolo centrocampista.